# محمد بن عبد الرحمن العفالقي
محمد بن عبد الرحمن بن حسين العَفَالِقي الأحسائي المشهور أيضًا بـابن عَفالِق الحنبلي (1688 - 2 فبراير 1750) (1100 - 25 صفر 1163) فقيه حنبلي وفَلَكي نجدي من أهل القرن الثاني عشر الهجري/الثامن عشر الميلادي. ولد في الأحساء ونشأ بها في أسرة معروفة قحطانية. درس فيها وفي الحجاز والعراق والشام. وقد برز في المواقيت واشتهر بتحقيق علم الفلك، وألّف فيه الجدول في معرفة أوائل السنين العربية والشمسية والروميّة والقبطية. له مؤلفات في الفقه والفلك كما له مؤلفات في رد على الدعوة الوهابية وشخصيته المركزية محمد بن عبد الوهاب. توفي في مسقط رأسه.

## نسبه وأسرته
هو محمد بن عبد الرحمن بن حسين بن محمد بن محمد بن عفالق القحطاني. آل عفالق ينسبون إلى عياف بن ربيعة بن عفر بن خثعم بن أنمار بن أراش بن عمرو بن الغوث بن نبيت بن مالك بن كهلان، من القبائل القحطانية.

## سنواته الأولى وتعليمه
ولد محمد العفالق سنة 1100 هـ/ 1688 م في الأحساء بالإمارة آل حميد الخالدية ونشأ فيها. أخذ عن علمائها أولًا ثم رحل إلى الحجاز وجاور الحرمين. وبعده ذهب إلى دمشق وبغداد والبصرة والزبير، وأخذ عن علماءهم. قد أجازه مشايخه وأثنوا عليه، واشتهر بسعة العلم. برز في الفقه وأصوله وعلوم العربية وفاق في علم الحساب والهيئة وتوابعها من علم الفلك.

أخذ الفقه عن عبد القادر التغلبي الدمشقي، وعن جمعة الهلالي النجدي. أخذ علوم العربية والمنطق عن كثيرين منهم حسين بن ميمن البصري وإبراهيم بن مصطفى البغدادي، وأخذ علم الميقات عن علماء الحرمين حين جاور بها.

## مهنته
قام بالتدريس والتأليف في علوم مختلفة، من علم الميقات والفلك، وكان له فيه جدول نفيس جمع فيه الطب والتوقيت. من تلاميذه محمد بن فيروز، وكان يحترمه، وعبد الرحمن الزواوي المالكي وقد اختصر جدولًا لابن عفالق، أحمد بن محمد بن عبد الله التويجري، وأبو الحسن السندي الحنفي، وغيرهم من الأحسائيين والنجديين والبحرينيين.

## آرائه
أدرك دعوة محمد بن عبد الوهاب فعاداها، وكتب إليه رسالة يتحداه فيها بأن يبين له ما تحتوى عليه سورة العاديات من المجاز والاستعارة والكناية وغيرها من العلوم البلاغية، إلا أنه توفي قبل أن تمتد دعوة محمد بن عبد الوهاب.

## وفاته
توفي يوم 25 صفر عام 1163 هجري / 2 فبراير 1750 ميلادي، في مسقط رأسه الأحساء وله ثلاث وستون سنة.

## مؤلفاته
- سلم العروج إلى علم المنازل والبروج أو سلم العروج في المنازل والبروج ، أتم تأليفه سنة 1151 هـ
- رسالة في البروج والمنازل، وفيها جداول متفقة
- جدول مشهور، اختصره تلميذه عبد الرحمن الزواوي
- شرح الغاية ابتدأ من البيع، ووصل فيه إلى الصلح، حقق فيه ودقق.
- تهكم المقلّدين في مدعي تجديد الدين، رد به على محمد بن عبد الوهاب
- مجموعة الحديث، رتبها على أبواب الفقه
- مد الشبك لصيد علم الفلك
- رسالة في الفلك
- رسالة في الرد على رسالة عثمان بن معمر الوهابي أو جواب العفالقي على رسالة عثمان الوهابي